# Fiodor Modorov
Fiodor Modorov (en russe : Фёдор Александрович Модо́ров) (1890—1967) est un peintre russe, pédagogue, peintre du peuple de la RSFSR (1966), membre correspondant de l'académie des arts d'URSS (1958), recteur de l'Institut moscovite Sourikova (1948-1962), recteur du Centre Igor Grabar de restauration scientifique et artistique de Russie (1948—1962), professeur d'université. Membre du Parti communiste de l'Union soviétique depuis 1946. 

## Biographie
En 1919, avec la filiale de Iaroslavl du Centre Igor Grabar de restauration scientifique et artistique de Russie, ensemble avec le restaurateur Grigori Tchirikov, Fiodor Modorov restaure l'icône ancienne du XIIIe siècle « Le Sauveur de Iaroslavl ».
Une exposition de ses œuvres a eu lieu à Moscou en octobre 1965 dans les salles de l'Académie des beaux arts de l'URSS.
Fiodor Modorov meurt à Moscou en 1967. Il est inhumé au cimetière de Novodevitchi.